# Афипсипское сельское поселение
Афипсипское сельское поселение — муниципальное образование в составе Тахтамукайского муниципального района Республики Адыгея Российской Федерации.
Административный центр — аул Афипсип.

## Население
| 2002  | 2010  | 2011  | 2012  | 2013  | 2014  | 2015  |
| ----- | ----- | ----- | ----- | ----- | ----- | ----- |
| 4923  | ↗4934 | →4934 | ↘4902 | ↗4910 | ↘4891 | ↗4953 |
| 2016  | 2017  | 2018  | 2019  | 2020  | 2021  | 2023  |
| ↗5037 | ↗5084 | ↗5087 | ↗5095 | ↗5189 | ↗5233 | ↗5291 |
| 2024  |       |       |       |       |       |       |
| ↗5319 |       |       |       |       |       |       |

## Состав сельского поселения
| № | Населённый пункт | Тип населённого пункта      | Население |
| - | ---------------- | --------------------------- | --------- |
| 1 | Афипсип          | аул, административный центр | ↗2150     |
| 2 | Панахес          | аул                         | ↗1767     |
| 3 | Псейтук          | аул                         | ↘691      |
| 4 | Кубаньстрой      | посёлок                     | ↗378      |
| 5 | Хаштук           | аул                         | ↘333      |

## Национальный состав
По переписи населения 2010 года из 4 934 проживающих в сельском поселении, 4 906 человек указали свою национальность:
| Национальность | %       | Численность |
| -------------- | ------- | ----------- |
| Адыгейцы       | 83,49 % | 4 096       |
| Русские        | 14,08 % | 691         |
| Армяне         | 0,37 %  | 18          |

По данным переписи населения 2021 года из 5233 проживающих в сельском поселении, 5185 человека указали свою национальность
:
| Народ           | Численность, чел. | Доля от населения, % |
| --------------- | ----------------- | -------------------- |
| Адыги (Черкесы) | 4 207             | 81,13 %              |
| Русские         | 733               | 14,14 %              |
| Арабы           | 67                | 1,29 %               |

## Социальная сфера
Имеется МОУ «Средняя образовательная школа № 4».

## Религия
Первая мечеть в поселении была построена в начале 1990-х годов в ауле Афипсип. Вторая мечеть была построена в ауле Панахес в 2009 году.